# مايلز جيمس
مايلز جيمس (بالإنجليزية: Miles James)‏ هو جندي أمريكي، ولد في 1829 في Princess Anne County, Virginia ‏، وتوفي في 28 أغسطس 1871 في الولايات المتحدة.